# جوردي غونزاليس
جوردي غونزاليس (بالإسبانية: Jordi González)‏ هو صحفي ومقدم تلفزيوني ومخرج إسباني، ولد في 26 سبتمبر 1961 في برشلونة في إسبانيا.

## وصلات خارجية
- جوردي غونزاليس على موقع IMDb (الإنجليزية)
- جوردي غونزاليس على موقع قاعدة بيانات الفيلم (الإنجليزية)